# Léggömb

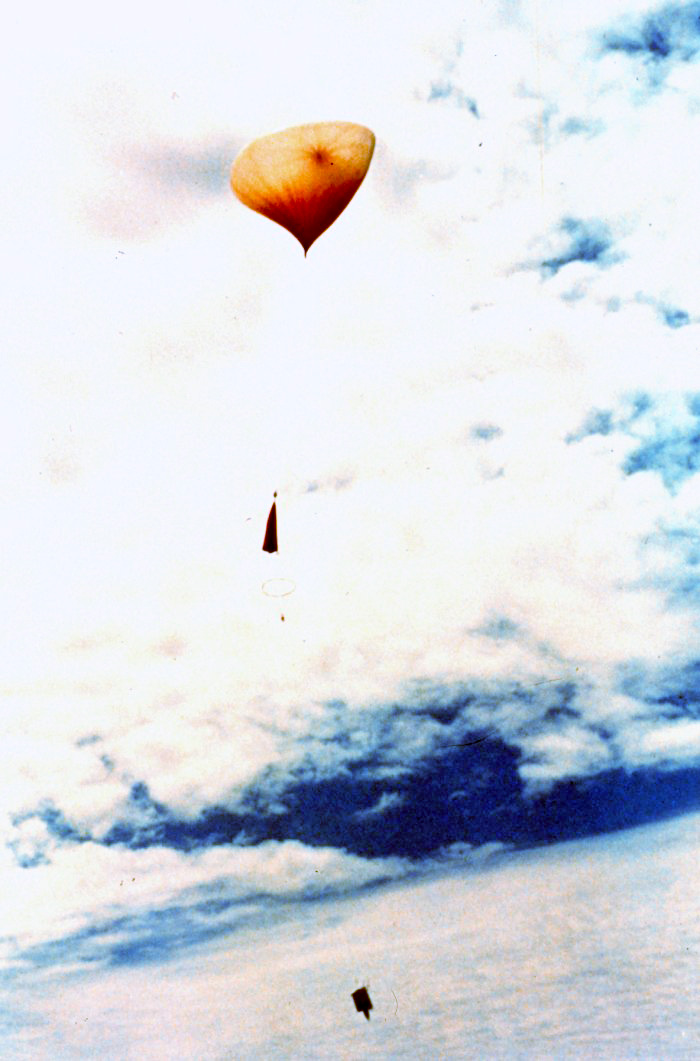
Meteorológiai léggömb

A léggömb vagy légballon levegővel vagy a levegőnél kisebb sűrűségű anyaggal töltött, rugalmas falú tartály.  A léggömböt eredetileg légi utazás céljára találták fel és fejlesztették. A mai léggömbök a 19. század folyamán a nagy léggömbök építése terén végbement fejlődés eredményei.
Manapság két területen alkalmazzák:
1. Az első csoportba tartozó léggömböket levegővel vagy nem robbanásveszélyes nemesgázzal (például hélium) töltik fel, és a szórakoztatásban, tömegrendezvényeken, sporteszközként vagy gyerekek játékszereként használják. Ide tartozik az utasokat is a magasba emelő nagy léggömb – amelynek változatai a földhöz rögzített aerosztát, illetve a szabadon szálló hőlégballon, gázballon és Rozière-ballon, valamint a kis méretű, kézben is tartható játékléggömb vagy „lufi” (a német luftballon szó rövidítéséből).
2. Másik csoportjuk a műszerekkel felszerelt, meteorológiai megfigyelésre vagy katonai felderítésre használt léggömbök. A töltőgáz ezeknél lehet hidrogén is.

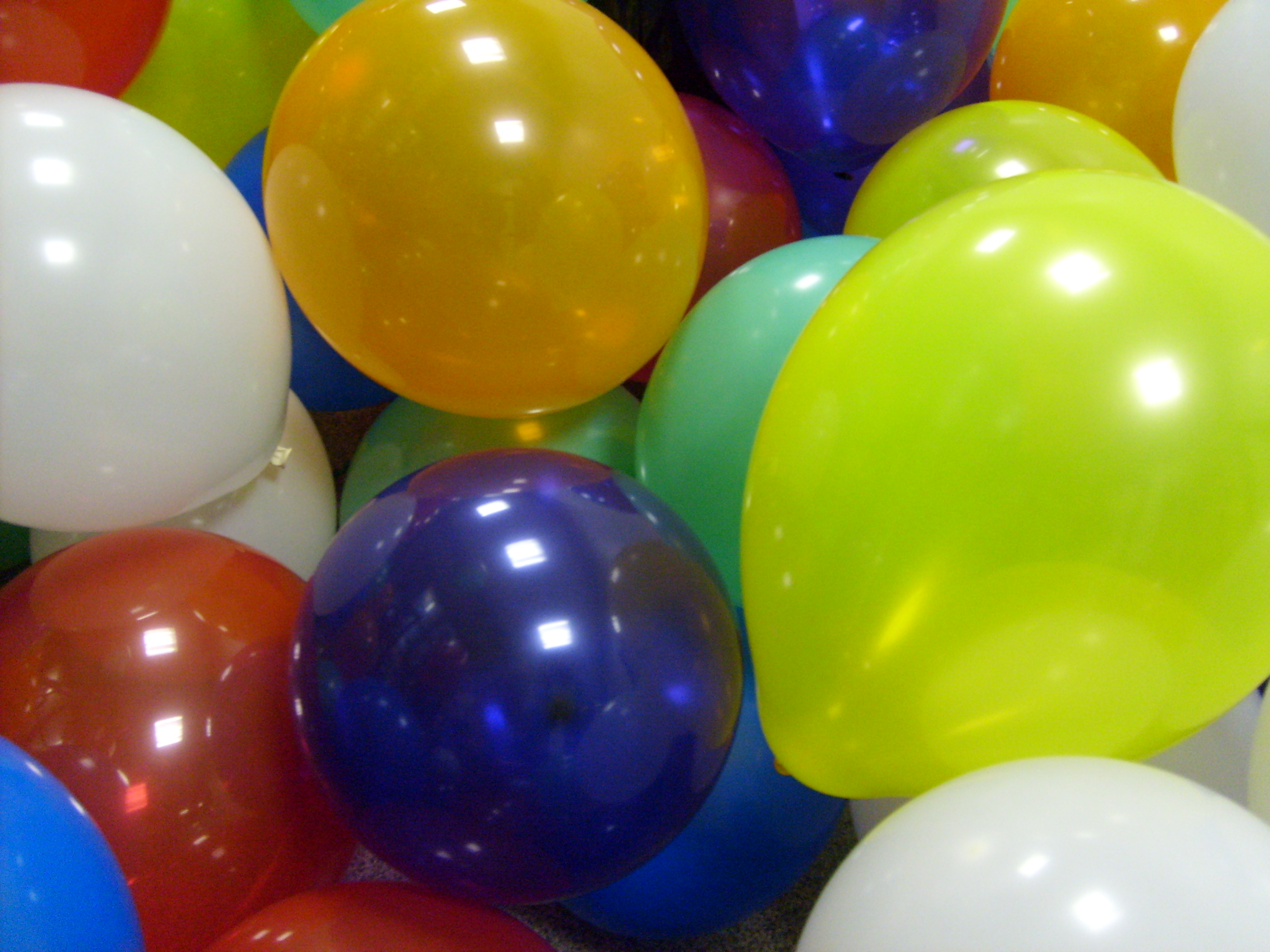
Gumiból készült felfújt léggömbök

A ballon anyaga régen marha vagy disznó bendője, vászon és selyem volt, ma műanyag vagy gumi. A léggömböt a szél és légáramlatok mozgatják, és nem lehet irányítani, szemben a kormányozható léghajóval.

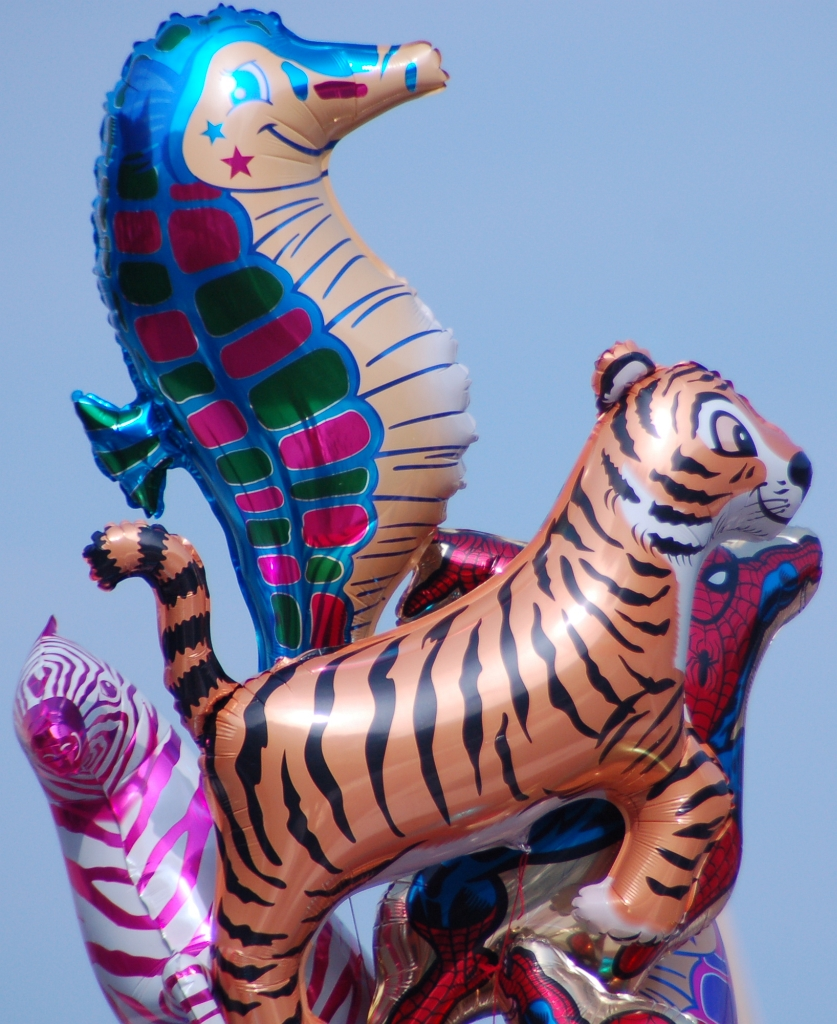
Fémszerű műanyagból (Mylar-fóliából) készült, állat vagy egyéb formájú léggömbök

A tudományos célú léggömb esetében kis gáztöltésű léggömböt engednek a magasba, amely meteorológiai vagy egyéb műszereket, rádióadót visz magával. 30–40 km magasra is emelkedhet, miközben a rádióadó adatokat sugároz a földre. Nagy  magasságban az alacsony légsűrűség miatt a léggömb kipukkad, és a műszerek ejtőernyővel visszaereszkednek a földre.

## A légballon rövid története
Bartolomeu de Gusmão a léggömb európai feltalálója.
Váratlanul jött, de nagy lépést tett meg vele az emberiség. A két francia testvérnek, Joseph Michel- és Jacques Etienne Montgolfier-nek ötletük támadt a forró levegővel töltött ballonról, amelyet meg is tudtak valósítani. Valójában a forró levegő felhajtóerejére figyeltek fel; papírmalmot üzemeltettek Lyon közelében, s ott a forró levegő megemelte a papírzsákokat… Az 1700-as évek közepén vízgőzzel próbálták magasba emeltetni légballonjukat, de a kihűlő vízgőz kicsapódott és átnedvesítette a papírból készült légballont. A füstöt is fel akarták használni, de az hamar lehűlt, és a jármű a földre ereszkedett.
1783. szeptember 19-én Pilatre De Rozier, egy fiatal orvos a levegőbe engedte az első, Montgolfier fivérek által gyártott hőlégballont (Aerostat Reveillon). Az utasok egy juh, egy kakas és egy kacsa voltak. A ballon 15 percig maradt a levegőben, majd lezuhant. A három megrémült állat túlélte a „légikatasztrófát”.
1783. november 21-én aztán felemelkedett az első olyan Montgolfier-hőlégballon, amely embert is vitt a gondolában. A repülés 20 percig tartott.
1785-ben a francia Jean Pierre Blanchard és amerikai társa, John Jefferies átrepült a La Manche csatornán. Ugyanebben az évben, Pilatre de Rozier is megkísérelte a csatorna átrepülését egy olyan kísérleti léggömbbel, amelynek egyik fele hőléggömb, másik fele hidrogénnel töltött léggömb volt. A felszállás után félórával a léggömb felrobbant, a pilóta meghalt.
1793. január 7-én megtörtént az első hőlégballonos repülés Amerikában. A pilóta Jean Pierre Blanchard. A nézők között ott volt maga George Washington elnök is.
A továbbiakban főleg hidrogénnel töltött léggömböket alkalmaztak, de nagyon sok baleset történt.
1861–63-ban az amerikai polgárháború alatt létrejött az első légballonokra épülő légierő.
Az 1900-as évek elején a repülőgép feltalálása ideiglenesen visszavetette a léggömbök iránti érdeklődést.
A reneszánsz az 1930-as években következett be. 1932 augusztusában a svájci Auguste Piccard-nak sikerült feljutnia a sztratoszférába (korábban csak ember nélküli léggömbök jutottak fel olyan magasra), 16 000 m (kb.  52 500 láb) magasra. 
A továbbiakban a magasságrekordokat sorra döntötték meg. 
1935-ben a héliummal töltött Explorer 2 léghajó 22 000 m (72 400 láb) magasságot ért el. A legénység túlnyomásos kamrában tartózkodott. A következő 20 évben senki sem tudta túllépni ezt a rekordot.
1960-ban bekövetkezett a léggömbök második reneszánsza. Joseph Kittinger 31 000 m (102 000 láb) magasságba emelkedett, majd ejtőernyővel kiugrott. Az ejtőernyő kinyitása előtt szabadesés közben elérte a 988 km/h (274 m/s) sebességet, amivel nem sikerült túllépnie a hangsebességet.
1978-ban a hélium gázas Double Eagle II három utassal (Ben Abruzzo, Maxie Anderson és Larry Newman) a fedélzetén elsőként szelte át az Atlanti-óceánt. A repülés ideje is rekord volt: 137 óra.
1981. november 10-én elindult  Japánból a Double Eagle V és 84 órás út után – elsőként átszelve a Csendes-óceánt – szállt le a Mendocino Nemzeti Parkban, Kaliforniában. A 4 pilóta új távolsági rekordot állított fel: 9138 km-t (5678 mérföld) tettek meg.
1984-ben Joseph Kittinger 5689 km-t (3535 mérföld) megtéve léggömbjével, elsőként szelte át egyedül az Atlanti-óceánt.
1987-ben Richard Branson és Per Lindstrand elsőként szelték át hőlégballonnal az Atlanti-óceánt.
A 4667 km-es (2900 mérföld) távot 33 óra alatt tették meg.
A léggömb térfogata 65 128 m³ volt.
Egy évvel később Per Lindstand újabb rekordot állított fel: hőlégballonjával egyedül elérte az azóta is fennálló magassági rekordot: 20 000 m-t.
Richard Branson és Per Lindstrand 1991-ben elsőként szelte át hőlégballonnal a Csendes-óceánt.
A 10 782 km-es távot – Japántól Kanadáig – 47 óra alatt tették meg. Sebességük helyenként elérte a 390 km/órát. 1995-ben Steve Fossett elsőként szelte át léggömbbel és egyedül a Csendes-óceánt, Korea és Kanada között. Utazása 4 napig tartott.
1999-ben, az első világkörüli utat léggömbbel Bertrand Piccard és Brian Jones tette meg. Svájcban szálltak fel, és 19 nap, 21 óra és 55 perc után Afrikában szálltak le. Az utazási idő tehát rövidebb volt, mint a Jules Verne által elképzelt 80 nap.
2012. október 14-én, az Új-Mexikóban lévő Roswellben a Red Bull Stratos sikeres világrekord-kísérlet során bebizonyították, hogy lehetséges egy embernek a sztratoszférából leugrania és átlépnie a hangsebességet.